# Enrique Rubio Palazón
Enrique Rubio Palazón es un escritor español nacido en Murcia en 1978. Actualmente vive en Socovos (Albacete). Estudió Psicología. Es un gran aficionado a la ciencia, la música y la literatura. Como escritor ha sido premiado en: el Certamen Creación Joven Ciudad de Almería (2005), el IV Certamen Universitario de Relato Corto de Jóvenes Talentos de Booket (2007), Premio Injuve para la Creación Joven de narrativa (2008) y el Premio de novela Francisco Casavella (2011).
Entre sus influencias destacan Charles Bukowski, George Saunders, Chuck Palahniuk, Woody Allen, el psicólogo Pedro Jara y el director de cine Rodrigo Cortés.

## Obras
Tengo una pistola fue su primera novela. Nació a partir del relato con el que ganó el IV Certamen Jóvenes Talentos de Booket, formado por escritores como Lorenzo Silva (autor del prólogo a la novela) y José Ángel Mañas. 
Su siguiente novela, Tania con i 56.ª edición, resultó ganadora del Premio Francisco Casavella 2011, con jurado formado por Ignacio Vidal-Folch, Ana Rodríguez Ficher y Joan Riambau.
En 2022, publicó Escape en La Esfera de los Libros.

## Premios
Entre otros:
- Primer premio en el Certamen Creación Joven Ciudad de Almería en la modalidad de poesía (2005)

- Primer premio en el IV Certamen Universitario de Relato Corto: Jóvenes Talentos Booket- Ámbito Cultural. (2007)

- Accésit en el XX Certamen Jóvenes Creadores del Ayuntamiento de Madrid (2008)

- Primer premio en narrativa en los “Premios Injuve para la Creación Joven” (2008)

- Premio de novela Francisco Casavella por la novela Tania con i 56.ª edición (2011)[1]